# Cristiano Pogany
Cristiano Pogany (* 1. September 1947 in Rom, Italien; † 18. Februar 1999 ebenda) war ein italienischer Kameramann.

## Leben und Wirken
Pogany erlernte sein Handwerk unter Anleitung seines Vaters, des bekannten ungarischstämmigen Kameramanns Gábor Pogány, und arbeitete ihm seit Ende der 1960er Jahre als Assistent bzw. einfacher Kameramann bei internationalen Unterhaltungsfilmen wie Das Gesicht im Dunkeln (1969), Blaubart (1972) und Zwei Missionare (1974) zu. 1976 debütierte Pogany junior bei dem Rennfahrer- und Kriminaldrama Action Winners als Chefkameramann. In den verbleibenden Jahrzehnten seines Lebens fotografierte Cristiano Pogany lediglich wenig ambitionierte Unterhaltungsfilme wenig bekannter Regisseure mit viel actionreicher Handlung, aber ohne künstlerische Ambitionen. Zuletzt wurde der Römer vor allem für englischsprachige Fernsehproduktionen verpflichtet. Cristiano Pogany starb acht Monate vor seinem Vater, der noch im selben Jahr 1999 verschied.

## Filmografie
- 1976: Action Winners (L’ultima volta)
- 1977: Killer Imperium (Ritornano quelli della calibro 38)
- 1978: Deckname Scorpion – er kennt keine Gnade… (Bersaglio altezza uomo)
- 1978: Junge Mädchen zur Liebe gezwungen (La settima donna)
- 1979: Sieben Miezen klauen ‘ne Million (7 ragazze di classe)
- 1980: Augh! Augh!
- 1981: Murder Obsession
- 1981: Um Hundertstel Sekunden (Un centesimo di secondo)
- 1982: Vigili e vigilesse
- 1983: Champagne in paradiso
- 1985: Un foro nel parabrezza
- 1985: Going for the Gold: The Bill Johnson Story (Fernsehfilm)
- 1985: Top Missile (The Fifth Missile)
- 1986: Ich krieg’ die Tür immer noch nicht zu (Super Fantozzi)
- 1987: Noble House (Fernsehvierteiler)
- 1988: Casa mia, casa mia …
- 1988: Es leben die Toten (Mortacci)
- 1989: Gefährliches Comeback (Fredrick Forsyth Presents) (Fernsehfilm)
- 1989: Doppeltes Spiel (Just Another Secret) (Fernsehfilm)
- 1989: Es führt kein Weg zurück (Pride and Extreme Prejudice) (Fernsehfilm)
- 1990: Schatten über Sunshine (A Little Piece of Sunshine) (Fernsehfilm)
- 1990: Der Sommer des Schakals (Death Has a Bad Reputation) (Fernsehfilm)
- 1990: Zweifelhafte Mitgift (The Price of the Bride) (Fernsehfilm)
- 1991: La riffa
- 1991: Caldo soffocante
- 1992: Persone perbene
- 1993: Caino e Caino
- 1994: Invisible – Die unheimliche Macht (Invisible: The Chronicles of Benjamin Knight)
- 1995: Free Snowball – Rettet den weißen Wal (Palla di neve)
- 1995: Carogne
- 1996: La frontera
- 1997: Trenta righe per un delitto (Fernsehserie)
- 1998: Terror in the Mall
- 1998: Tre addii (Fernsehserie)
- 1999: Great Performances: Turandot at the Forbidden City of Beijing (Fernsehfilm)

## Einzelnachweis
1. ↑  genaues Geburtsdatum laut Filmarchiv Kay Weniger